# Forêts claires xériques d'altitude de Somalie
Localisation
La région des forêts claires xériques d'altitude de Somalie est une écorégion terrestre définie par le WWF, appartenant au biome des déserts et terres arbustives xériques de l'écozone afrotropicale. Elle couvre une partie du nord de la Somalie partagée entre les États non reconnus internationalement du Somaliland et du Puntland.

## Répartition
Cette région montagneuse forme une bande discontinue de 62 200 km², parallèle à l'océan Indien jusqu'au cap Guardafui et étagée en altitude depuis la mer jusqu'au massif du Shimbiris, point culminant de la Somalie, qui s'élève à 2 416 m. La chaîne des monts Golis, peu abrupte vers les hauts plateaux du Sud, surplombe presque verticalement la mer dans le Bari ; elle est coupée par une trouée entre Bosaso et Karin (en).

## Climat

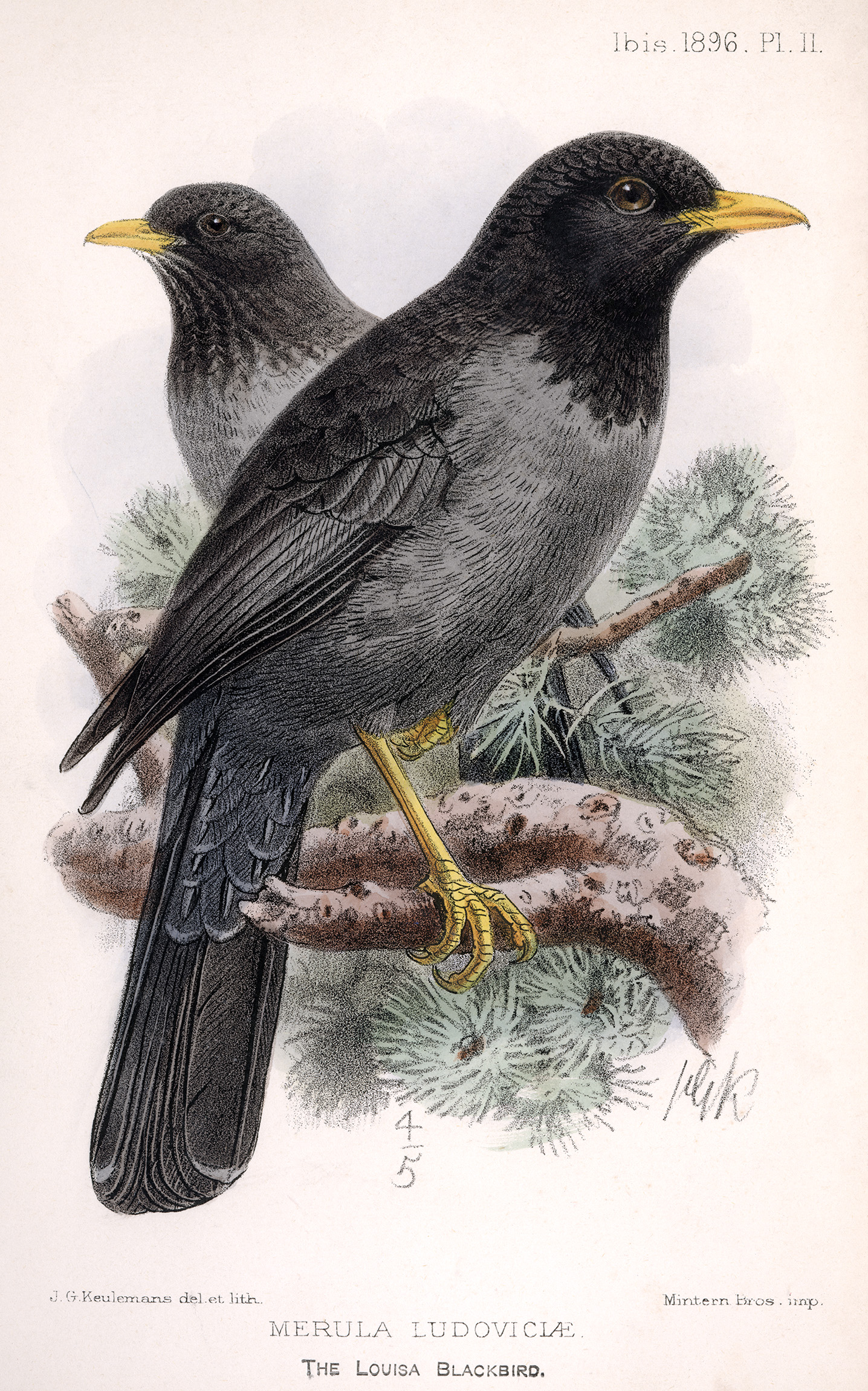
Merle de Somalie observé dans les monts Golis, illustration de John Gerrard Keulemans, 1896.

Malgré la proximité de l'équateur, les vents de mousson, soufflant du sud-ouest de mars à septembre et du nord-est de septembre à mars, induisent des variations saisonnières notables. Le climat est chaud et sec, avec des températures moyennes mensuelles entre 21 et 30°C dans les basses terres et entre 9 et 21°C sur les sommets. Les précipitations tombent principalement en hiver et varient de 200 mm par an dans les basses terres à plus de 650 sur les sommets. Dans le massif des Warsangali et des Majeerteen, à 1 650 m d'altitude, la variation diurne va de 11°5 le matin à 45° à midi ; le régime des moussons amène la pluie sur le versant nord en hiver, sur le versant sud en été.

## Flore
La flore des hautes terres somaliennes comprend au moins 10 espèces endémiques. Elle compte quelques espèces communes avec la Macaronésie, l'aire méditerranéenne, l'Afromontane et certaines régions arides et semi-arides du Sahara et de la Corne de l'Afrique. La végétation est peu abondante : des arbustes clairsemés dans les hautes terres, des herbacées temporaires à la saison des pluies, principalement le long des oueds et dans les cuvettes. Dans la plus grande partie de la région, le sol calcaire lithique (rendosol) ne retient pas ou peu d'eau après les pluies. Le littoral est presque entièrement dépourvu de végétation. Plus haut, selon l'altitude, les précipitations et la nature du sol, des arbustes des genres Acacia, Commiphora et Boswellia arrivent à subsister. Le long des hauteurs, on trouve des buissons persistants ou semi-persistants de Dracaena ombet, Cadia purpurea, Buxus hildebrandtii et Pistacia aethiopica. Sur les sommets, on trouve des restes de forêts de genévrier avec pour espèces dominantes Juniperus procera, Olea europea, Dodonea viscosa, Cadia purpurea et Sideroxylon mascatense. Les quelques espèces endémiques sont adaptées à des conditions spécifiques : ainsi, Reseda sessilifolia pousse sur des affleurements de gypse. Le genre Renschia (en), limité à une seule espèce, est aussi endémique à la région.

Flore
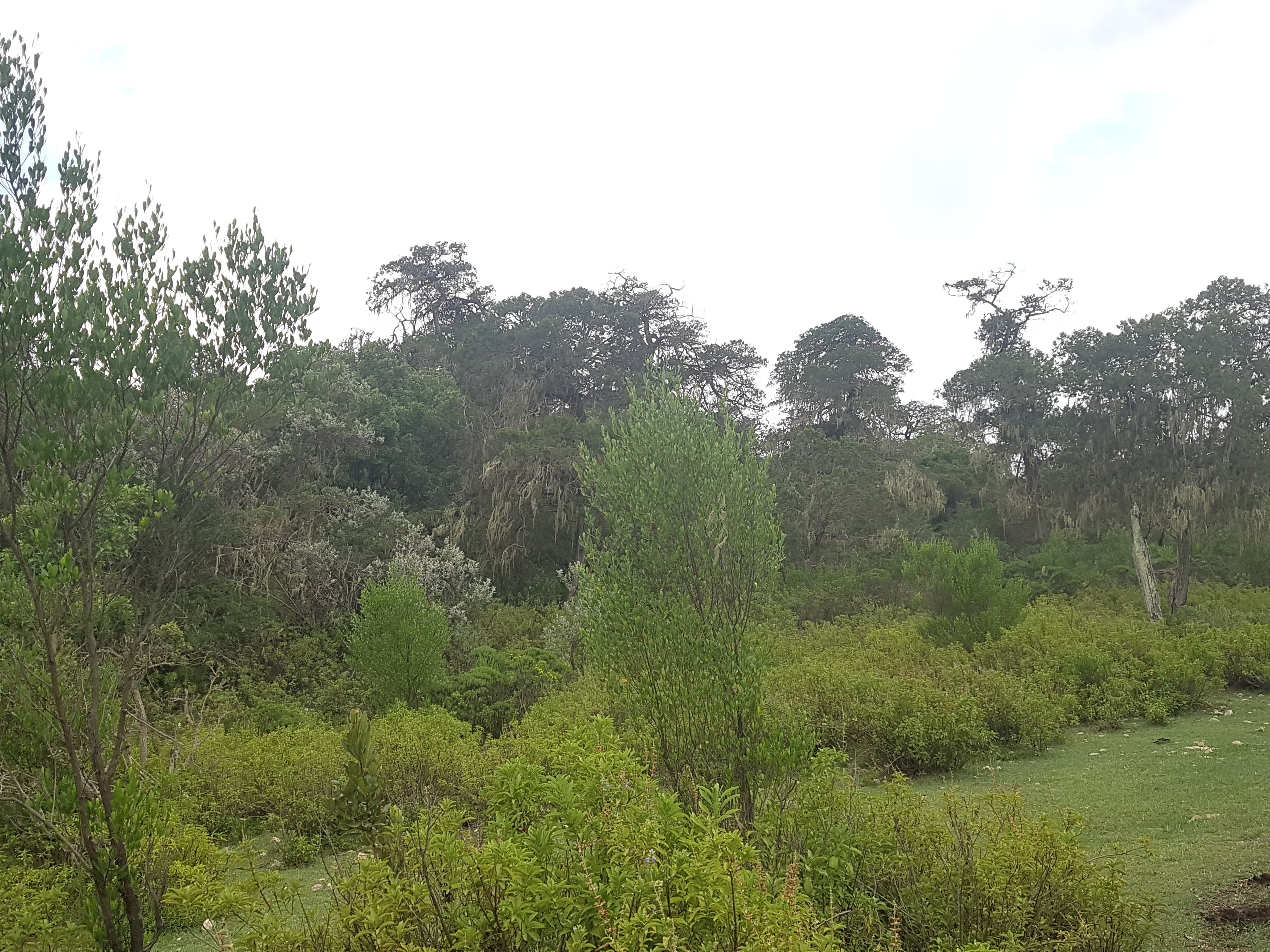
Végétation du mont Daallo, Sanaag, en septembre 2019.
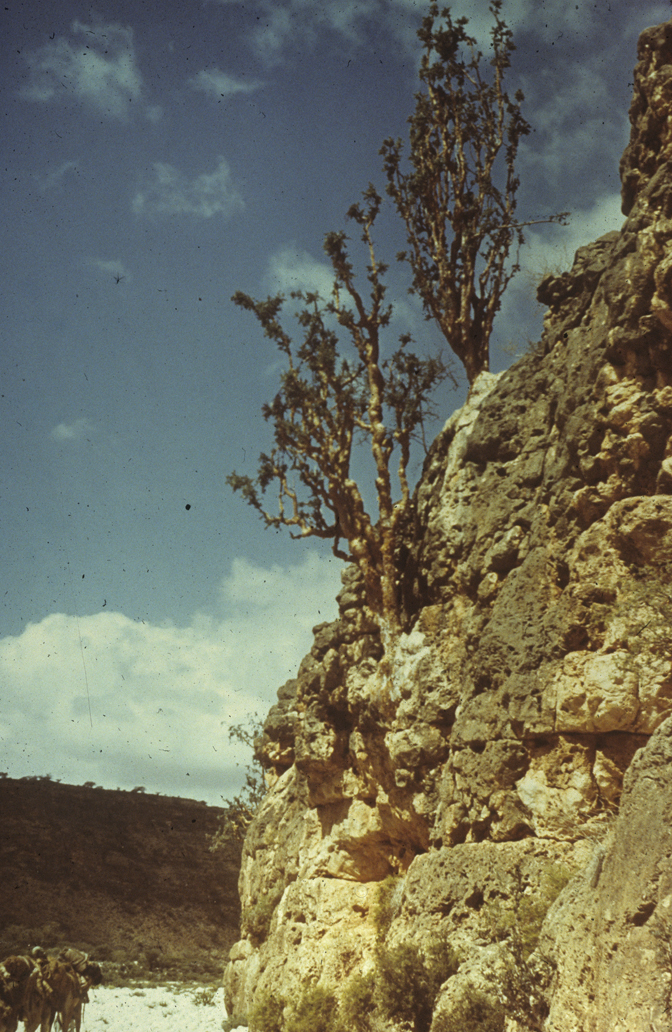
Boswellia frereana au mont Sarmagno en juin 2012.
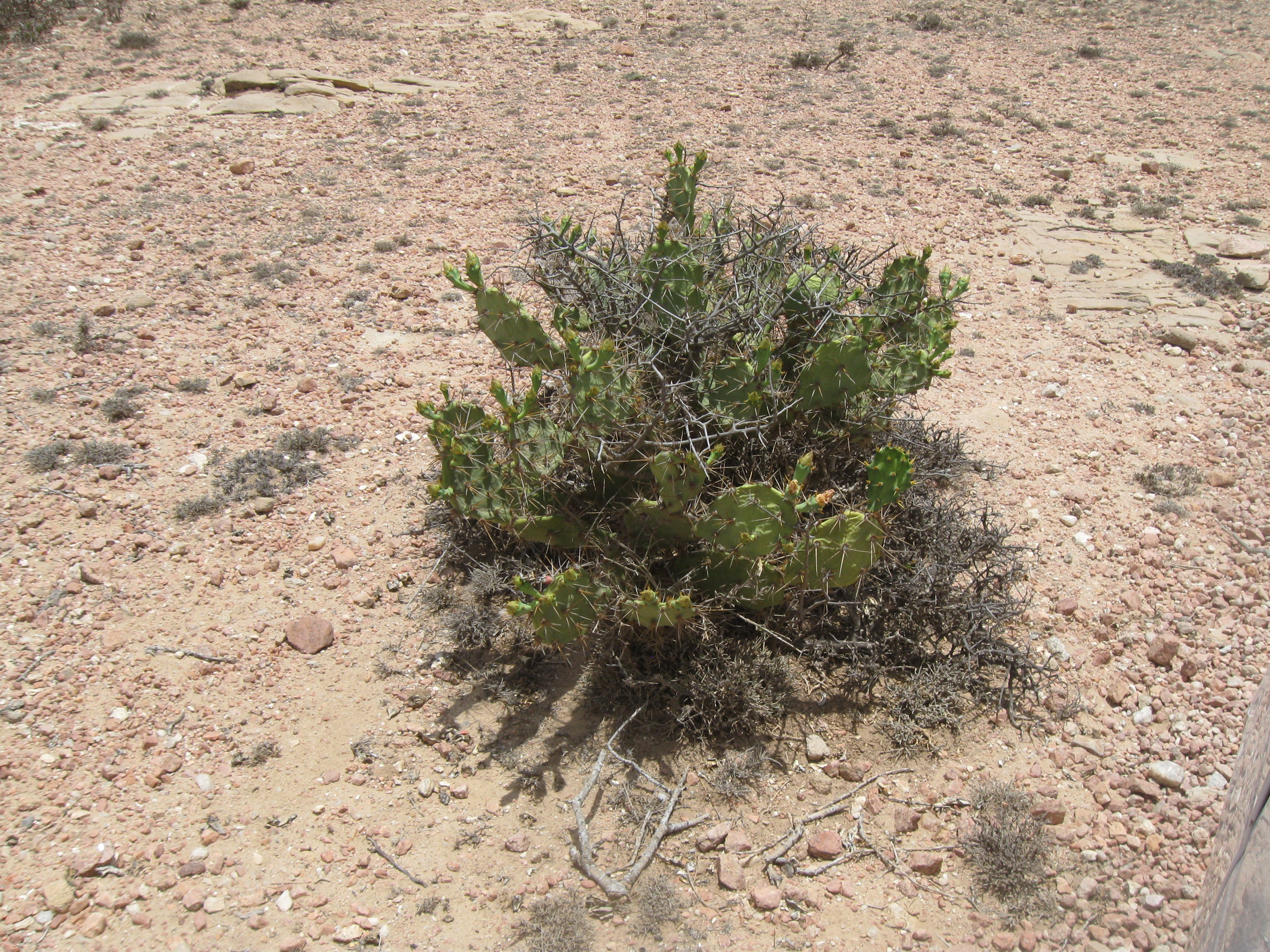
Cactus au Somaliland en mai 2015.
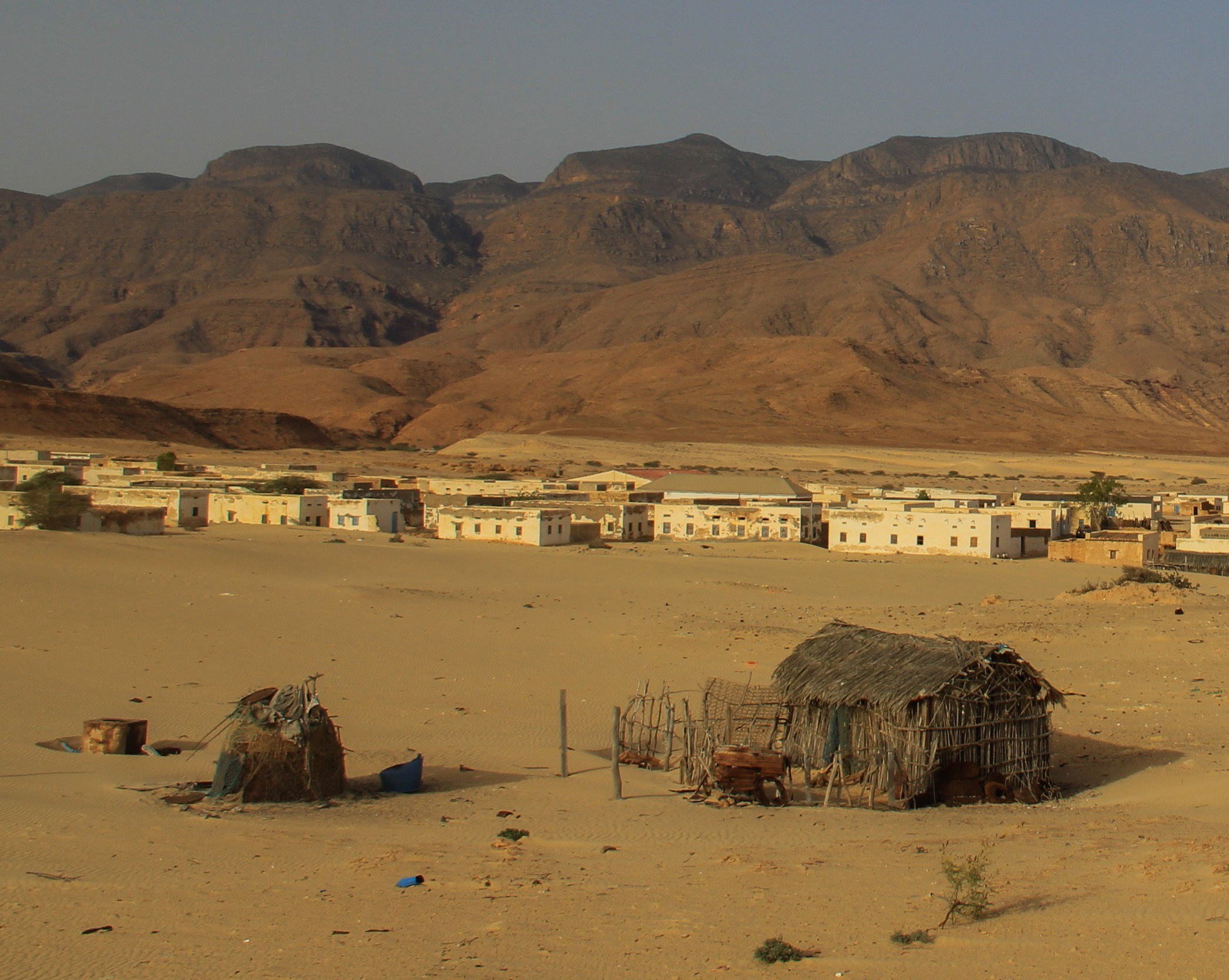
La ville de Qandala (région de Bari) en octobre 2016.
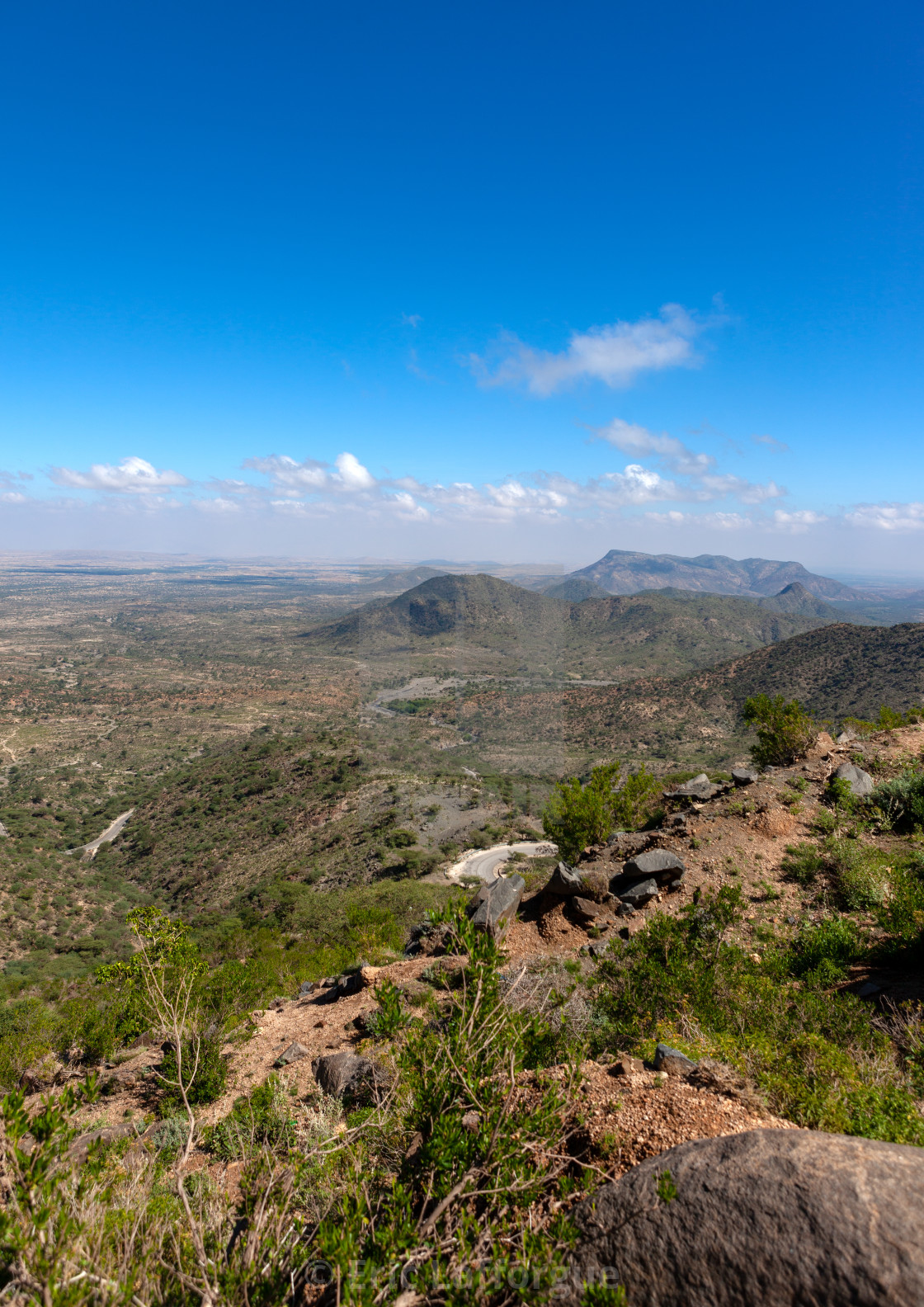
Vue panoramique des monts Golis en novembre 2020.

## Faune

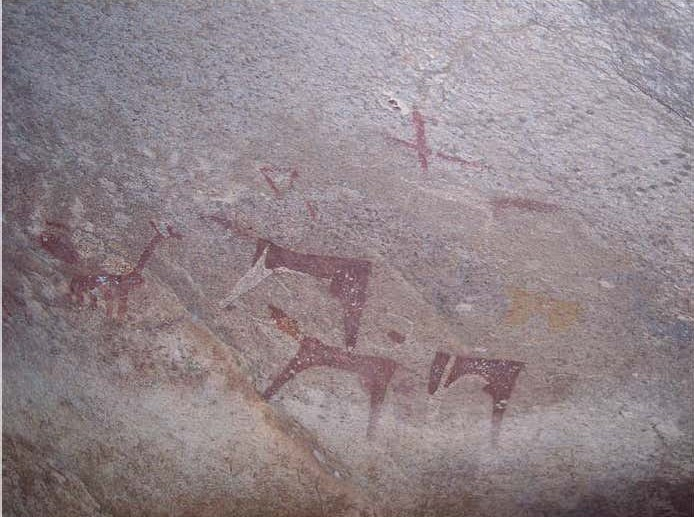
Art rupestre dans le Sanaag.

En 1984-1987 dans le Bari, Laurent Chazée compte 40 espèces de mammifères grands et moyens dont le babouin hamadryas, l'hyène rayée, la gazelle dorcas, la gazelle de Waller, la gazelle de Soemmering, la gazelle de Speke, le dik-dik de Salt, le phacochère, le porc-épic. Le guépard et le caracal sont très rares. Malgré la difficulté d'accès, pratiquement toutes les espèces sont menacées à cause de la chasse et de la concurrence du bétail domestique. L'antilope beira est endémique à quelques régions de la Corne de l'Afrique. Trois petits mammifères sont endémiques ou presque endémiques : Atelerix sclateri, Acomys louisae (en) et Elephantulus revoili.
En 1984-1987 dans le Bari, Laurent Chazée compte 295 espèces d'oiseaux dont le vautour percnoptère, le flamant rose, le héron cendré, le cormoran à cou brun, le sarcelle d'hiver, l'aigrette garzette, l'aigrette à gorge blanche, l'aigle de Bonelli, l'aigle ravisseur, l'aigle royal, la buse rounoir, le balbuzard pêcheur, l'outarde kori, etc.. Trois oiseaux sont strictement endémiques à la région : le pigeon de Somalie, le merle de Somalie et la linotte de Warsangli (Linaria johannis, anciennement Carduelis johannis) qui vivent principalement ou uniquement dans les forêts de genévriers des hautes terres.
Trois espèces de reptiles sont endémiques à la région : les serpents Spalerosophis josephscorteccii et Leptotyphlops reticulatus et le lézard Pseuderemias savagei. D'autres espèces sont presque endémiques.

Faune
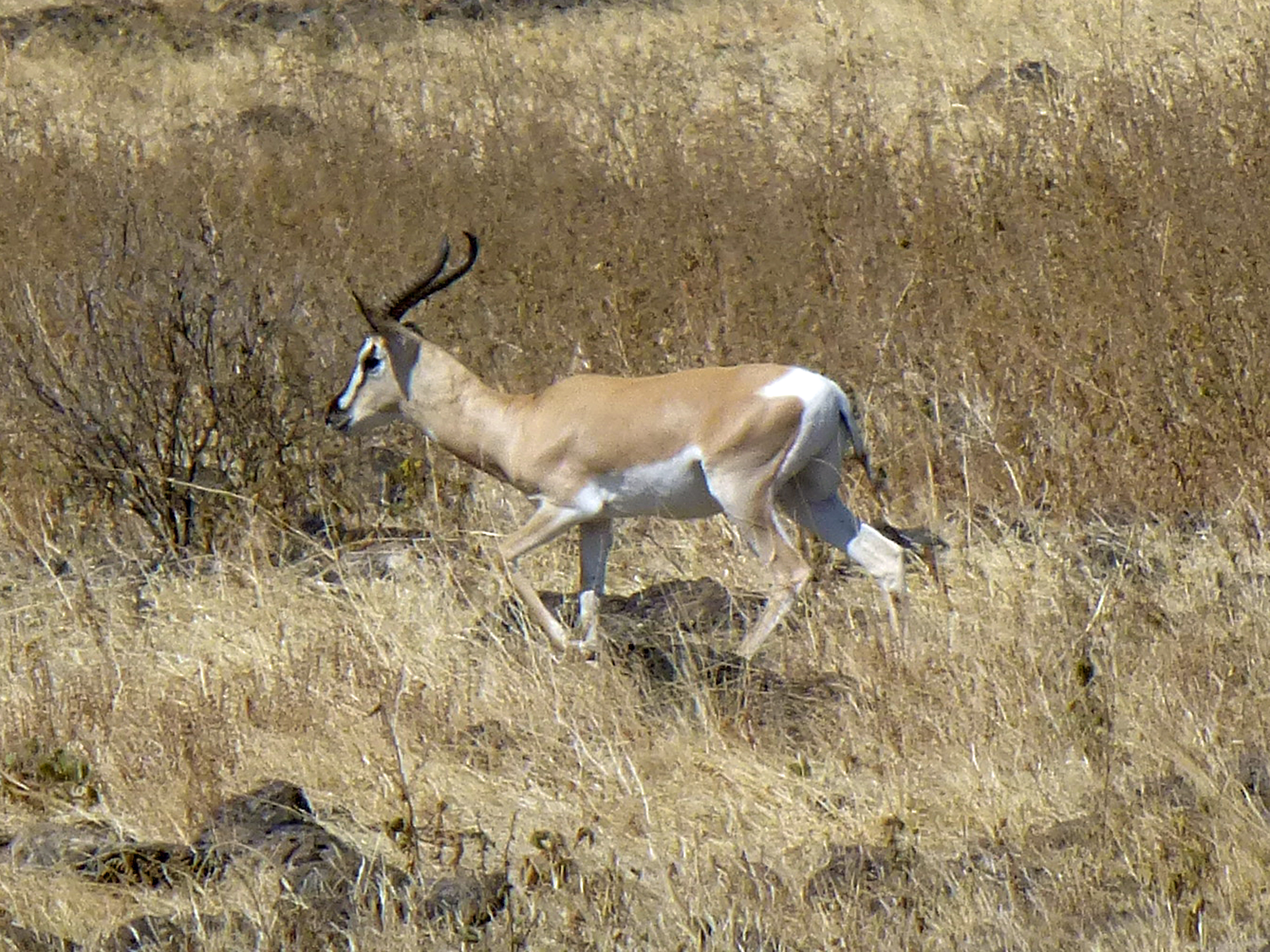
Gazelle de Soemmerring au parc national de Yangudi Rassa (Éthiopie) en janvier 2014.
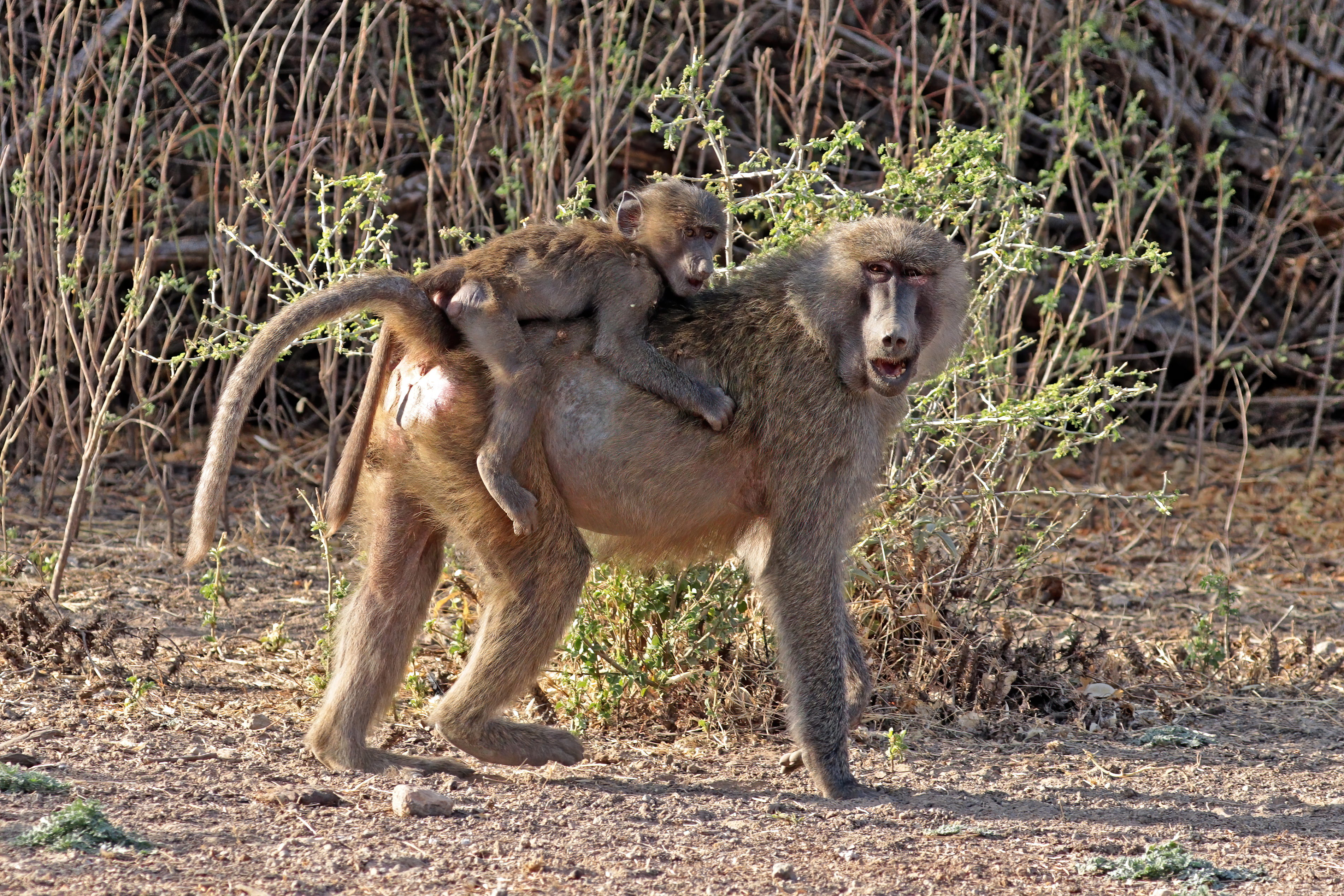
Mère babouin hamadryas et son petit au parc national de l'Awash (Éthiopie) en décembre 2017.
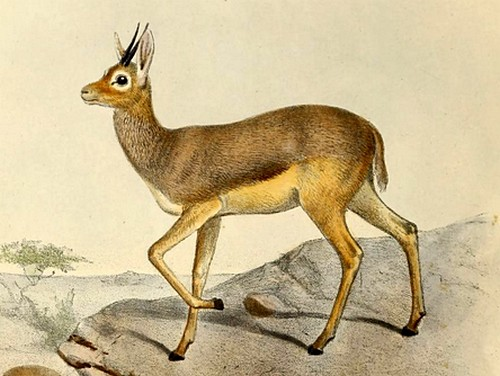
Antilope beira, illustration de Philip Lutley Sclater, 1894.
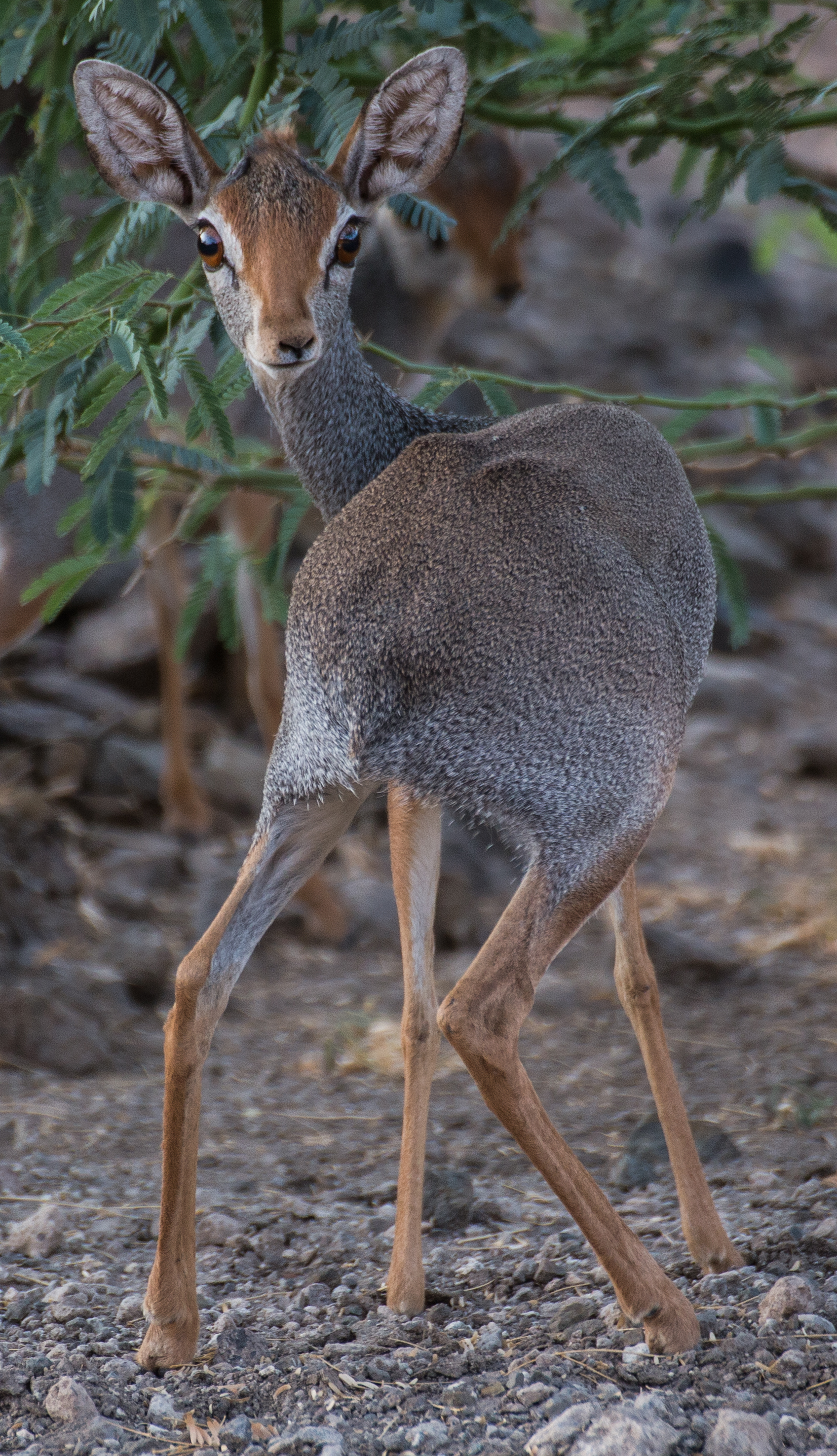
Dik-dik de Salt dans la région afar (Éthiopie) en novembre 2015.
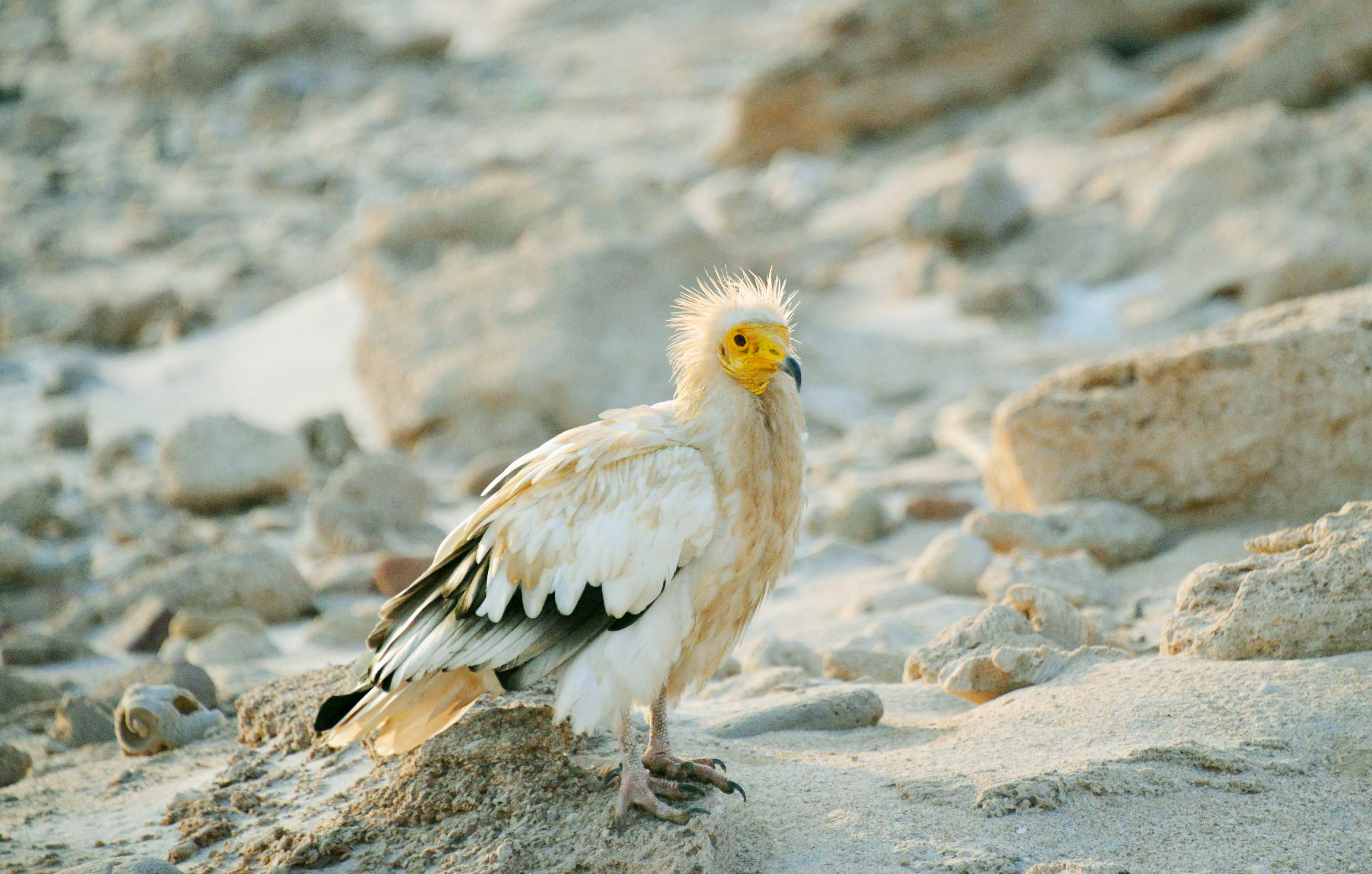
Vautour percnoptère à Socotra (Yémen) en juillet 2020.
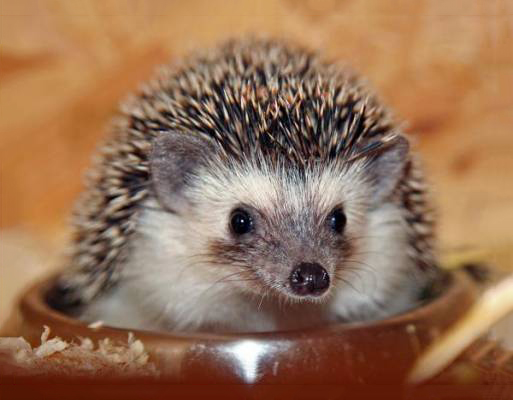
Hérisson de Sclater en octobre 2013.

## Exploitation humaine et protection
Les conditions naturelles sont peu favorables à l'agriculture et l'économie est largement fondée sur l'élevage nomade. Dans les années 1980, la région de Bari comptait 116 000 nomades avec 4 millions de têtes de bétail mais seulement 24 000 travailleurs agricoles et 11 000 autres actifs, vivant de métiers administratifs ou commerciaux, de la pêche, de la cueillette de l'encens et de la gomme d'Ankotib, de la production de chaux et de charbon de bois. Dans les années 1970-1980, le gouvernement a encouragé la culture du palmier dattier.
L'encens tiré d'un arbuste local, Boswellia frereana (en), est employé en parfumerie et dans l'usage médicinal.
Les forêts de genévriers sont fortement menacées par le pâturage des chèvres et, dans les hautes terres, des bovins, ainsi que par la coupe incontrôlée du bois à brûler. La seule aire protégée de la région était la réserve forestière de Daloh. Compte tenu de la situation politique, il est probable que sa protection n'est plus assurée,.